# Падла II
Падла II (груз. ფადლა; д/н — 929) — 7-й еріставі-хорєпископ Кахетії в 918—929 роках.

## Життєпис
Походив з роду Аревманелі-Квірікидів. Син Квіріке I, еріставі-хорєпископа Кахетії. Успадкував владу 918 року. 919 року скористався розгарідяжем в державі Саджидів й оголосив про незалежність від неї. 922 допоміг вірменському царю Ашоту II у приборканні Мовсеса, ішхана Утіка.
923 року Юсуф ібн Абу'л-Садж, відновивши лад в державі Саджидів, вирушив проти Кахетії. Його підтримав Адарнасе II Араншах, цар Гереті. В результаті Падла II зазнав поразки, знову змушений був визнати владу Саджидів та повернути місто Орчобі царю Гереті.
За цих обставин зміцнив союзи з царями Абхазії та Вірменії. 926 року допоміг абхазькому цареві Георгію II приборкати повстання його сина Костянтина, еріставі Шида Картлі.
Помер Падла II 929 року. Йому спадкував старший син Квіріке II.

## Родина
- Квіріке (д/н—976), еріставі-хорєпископ
- Шурта